# Parapholidoptera kalashiani
Parapholidoptera kalashiani är en insektsart som beskrevs av Massa, Buzzetti och Fontana 2009. Parapholidoptera kalashiani ingår i släktet Parapholidoptera och familjen vårtbitare. Inga underarter finns listade i Catalogue of Life.